# San José de Chila
San José de Chila är en ort i Mexiko.   Den ligger i kommunen Apatzingán och delstaten Michoacán de Ocampo, i den södra delen av landet, 400 km väster om huvudstaden Mexico City. San José de Chila ligger 296 meter över havet och antalet invånare är 290.
Terrängen runt San José de Chila är varierad. Runt San José de Chila är det ganska tätbefolkat, med 72 invånare per kvadratkilometer. Närmaste större samhälle är Bonifacio Moreno, 12,7 km nordväst om San José de Chila. I omgivningarna runt San José de Chila växer huvudsakligen savannskog.